# 邵阳日报
《邵阳日报》，是中华人民共和国湖南省的一家报刊，直属于中国共产党邵阳市委员会，该报也是中共邵阳市委的机关报，并拥有自己的行動應用程式、新浪微博及微信公眾號。

## 历史沿革
1984年5月1日，邵阳日报试刊，于同年10月1日正式创刊，为四开四版报纸，周三刊。报社社址设在邵阳市大信街50号。
1986年10月，报社迁至邵阳市城西樟树垅。
1999年，《邵阳日报》被评为 “全省十佳报纸”。2000年，《邵阳日报》创办了子报《邵阳晚报》。2001年，《邵阳日报》在湖南新闻红网开辟了二级网站。2002年，《邵阳日报》网页的点击次数居湖南省市州报之首。

## 机构概况
报社实行社务会领导下的总编辑负责制，下设编辑部、采访部、群工部、副刊部、广告中心、办公室、政工科、出版部、发行部、财务科等部室，共有职工140多人，其中在职职工120多人。